# Dragan Stojković
Dragan Stojković (cyr. Драган Стојковић, ur. 3 marca 1965 w Niszu) – serbski piłkarz grający na pozycji ofensywnego pomocnika, a także trener.

## Kariera klubowa

### Radnički Nisz
Stojković pochodzi z serbskiego miasta Nisz. Piłkarską karierę rozpoczynał w tamtejszym klubie FK Radnički Nisz, w 1981 roku przeszedł z juniorów do pierwszej drużyny i w sezonie 1981/1982 zadebiutował w lidze jugosłowiańskiej (był to jego jedyny występ). W sezonie 1982/1983 strzelił pierwszego gola w profesjonalnej karierze, a już od sezonu 1983/1984 wywalczył pewne miejsce w wyjściowej jedenastce Radničkiego. W Radničkim Dragan grał do końca sezonu 1985/1986, jednak wtedy to klub ten opuścił szeregi ekstraklasy.

### Crvena Zvezda Belgrad
Latem 1986 Stojković przeszedł do jednej z najbardziej utytułowanych klubów w kraju, Crvenej zvezdy, a do tego klubu sprowadził go ówczesny trener Velibor Vasović. Już w pierwszym sezonie 21-letni zawodnik grał w pierwszej jedenastce i zajął z Crveną Zvezdą 3. miejsce w lidze, ale już w 1988 roku po raz pierwszy w karierze mógł świętować tytuł mistrza Jugosławii. Wtedy też przyznano mu nagrodę dla Najlepszego Piłkarza Sezonu. W sezonie 1988/1989 Stojković po raz pierwszy wystąpił w Pucharze Mistrzów, ale odpadł w nim 1/8 finału po dwumeczu z późniejszym triumfatorem, A.C. Milan. Lepiej Crvenej Zvezdzie poszło w lidze i została wicemistrzem kraju, ustępując jedynie Vojvodinie. Wtedy też Dragan po raz drugi dostał wyróżnienie dla Piłkarza Sezonu. Natomiast w 1990 roku drugi i ostatni raz w karierze wywalczył mistrzowski tytuł w ojczyźnie, gdyż latem odszedł z zespołu, który rok później, już bez niego, został niespodziewanym zdobywcą Pucharu Mistrzów. Stojković, który został uznany jednym z najlepszych piłkarzy w historii „Czerwonej Gwiazdy”, rozegrał w jej barwach 116 meczów i strzelił 54 gole.

### Olympique Marsylia
Latem 1990 nowym trenerem Olympique Marsylia został jeden z najlepszych wówczas szkoleniowców w Europie Raymond Goethals. Jednym jego z pierwszych zakupów w nowym klubie był właśnie Stojković. Dragan był jednym z czterech obcokrajowców w drużynie obok Ghańczyka Abedi Pelé, Anglika Chrisa Waddle’a oraz Brazylijczyka Mozera. W drużynie gwiazdami byli także Francuzi Jean-Pierre Papin, Basile Boli oraz Éric Cantona. Tak złożona drużyna została po raz trzeci z rzędu mistrzem Ligue 1 i dotarła do finału Pucharu Mistrzów. W nim spotkała się z niedawnym klubem Dragana, Crveną Zvezdą. Po 120 minutach w Bari był bezbramkowy remis (Stojković wszedł na boisko w 112. minucie zmieniając Érica Di Meco), a w serii rzutów karnych lepsi okazali się Jugosłowianie i to oni zostali najlepszą drużyną Europy. Stojković jednak nie grał tak dobrze, jak od niego oczekiwano i w lidze wystąpił zaledwie w 11 meczach w dużej części sezonu lecząc kontuzję.

### Hellas Verona
W 1991 roku niemający miejsca w składzie klubu z Marsylii Stojković został wypożyczony do włoskiego Hellasu Verona. W Serie A razem z Florinem Răducioiu miał stanowić o sile ofensywnej klubu z Werony. Dragan wystąpił jednak tylko w 19 meczach i zdobył w nich jednego gola, podczas gdy jego rumuński kolega zaledwie dwukrotnie trafiał do siatki, a Hellas zajmując dopiero 16. miejsce w tabeli zostało zdegradowane do Serie B.

### Powrót do Marsylii
W 1992 roku Stojković wrócił do Olympique, ale cały sezon 1992/1993 spędził na leczeniu urazów i ani razu nie zagrał w drużynie Goethalsa, w tym także udanej dla klubu z Marsylii przygodzie z Pucharem Mistrzów, gdy w finale pokonali 1:0 A.C. Milan. Do składu OM Dragan wrócił w sezonie 1993/1994 i wystąpił w 18 ligowych meczach oraz strzelił w nich 5 bramek. Z Marsylią co prawda zajął 2. miejsce za Paris Saint-Germain, ale klub za przekupstwo graczy Valenciennes FC został zdegradowany do Ligue 2, a najlepsi piłkarze oraz trener Goethals odeszli z zespołu. Odszedł także Stojković, który przez 3 lata pobytu na Stade Vélodrome rozczarował kibiców swoją grą, przez większą część tego okresu lecząc rozmaite kontuzje i urazy. Ogółem zagrał w niej w 29 ligowych spotkaniach i strzelił 5 bramek.

### Nagoya Grampus Eight
Wiosną 1994 roku Stojković wyjechał aż do Japonii, do drużyny Nagoya Grampus Eight prowadzonej przez Arsène’a Wengera. Dragan obok Gary’ego Linekera był najbardziej znanym zawodnikiem drużyny z Nagoi. Największe sukcesy odnosił w 1995 roku, gdy doprowadził drużynę najpierw do 4. miejsca w pierwszej fazie oraz wicemistrzostwa drugiej fazy i w nagrodę został wybrany piłkarzem sezonu w J-League. W Grampus Eight „Pixy” spędził łącznie 7 sezonów, w trakcie których wystąpił w 183 meczach i strzelił w nich 57 goli. Swój pożegnalny mecz rozegrał 6 października 2001 roku. Na Toyota Stadium w obecności 42 tysięcy widzów Nagoya podejmowała Crveną Zvezdę, a Dragan pierwszą połowę meczu zagrał w barwach serbskiego klubu, natomiast drugą – japońskiego.
W Japonii dla uczczenia wielkiej kariery Stojkovicia postanowiono:
- w centralnej dzielnicy Nagoi, Toshin-cho, nazwać jedną z ulic Pixy Street
- postawić pomnik koło treningowego boiska klubu Nagoya Grampus Eight
- bramę nr 10 obiektu Toyota Stadium, na którym rozgrywa mecze Nagoya Grampus Eight, nazwać Pixy Gate.

### Kariera w liczbach
| Sezon   | Klub                 | Kraj       | Rozgrywki             | Mecze | Bramki |
| ------- | -------------------- | ---------- | --------------------- | ----- | ------ |
| 1981/82 | Radnički Nisz        | Jugosławia | Prva liga             | 1     | 0      |
| 1982/83 | Radnički Nisz        | Jugosławia | Prva liga             | 17    | 1      |
| 1983/84 | Radnički Nisz        | Jugosławia | Prva liga             | 27    | 3      |
| 1984/85 | Radnički Nisz        | Jugosławia | Prva liga             | 0     | 0      |
| 1985/86 | Radnički Nisz        | Jugosławia | Prva liga             | 25    | 4      |
| 1986/87 | FK Crvena zvezda     | Jugosławia | Prva liga             | 32    | 7      |
| 1987/88 | FK Crvena zvezda     | Jugosławia | Prva liga             | 28    | 15     |
| 1988/89 | FK Crvena zvezda     | Jugosławia | Prva liga             | 29    | 12     |
| 1989/90 | FK Crvena zvezda     | Jugosławia | Prva liga             | 31    | 10     |
| 1990/91 | Olympique Marsylia   | Francja    | Ligue 1               | 11    | 0      |
| 1991/92 | Hellas Verona        | Włochy     | Serie A               | 19    | 1      |
| 1992/93 | Olympique Marsylia   | Francja    | Ligue 1               | 10    | 4      |
| 1993/94 | Olympique Marsylia   | Francja    | Ligue 1               | 18    | 5      |
| 1994    | Nagoya Grampus Eight | Japonia    | J-League              | 14    | 3      |
| 1995    | Nagoya Grampus Eight | Japonia    | J-League              | 40    | 15     |
| 1996    | Nagoya Grampus Eight | Japonia    | J-League              | 19    | 11     |
| 1997    | Nagoya Grampus Eight | Japonia    | J-League              | 18    | 2      |
| 1998    | Nagoya Grampus Eight | Japonia    | J-League              | 28    | 7      |
| 1999    | Nagoya Grampus Eight | Japonia    | J-League              | 24    | 11     |
| 2000    | Nagoya Grampus Eight | Japonia    | J-League              | 26    | 5      |
| 2001    | Nagoya Grampus Eight | Japonia    | J-League              | 15    | 3      |
|         |                      |            | Łącznie w Prvej lidze | 186   | 62     |
|         |                      |            | Łącznie w Ligue 1     | 29    | 5      |
|         |                      |            | Łącznie w Serie A     | 19    | 1      |
|         |                      |            | Łącznie w J-League    | 183   | 57     |

## Kariera reprezentacyjna
W reprezentacji Jugosławii Stojković zadebiutował 12 listopada 1983 roku za selekcjonerskiej kadencji Todora Veselinovicia w zremisowanym 0:0 w Zagrzebiu meczu z Francją. W 46. minucie spotkania zmienił Dušana Pešicia, a w chwili debiutu liczył sobie 18 lat.
W 1984 roku Stojković został powołany przez Ivana Toplaka do kadry na Igrzyska Olimpijskie w Los Angeles. Na tym turnieju po raz pierwszy zaprezentował swój talent na arenie międzynarodowej. W większości meczów wystąpił wchodząc na boisko z ławki rezerwowych, ale w meczu o 3. miejsce wygranym 2:1 z Włochami wystąpił przez pełne 90 minut i wspomógł rodaków w walce o brązowy medal.
Również w 1984 roku Stojković zaliczył inną wielką imprezę piłkarską. Były to Mistrzostwa Europy we Francji. W jednym z ostatnich sparingów przed tym turniejem, wygranym 3:2 z Portugalią Dragan strzelił swojego pierwszego gola w kadrze. Na mistrzostwach Jugosławia zagrała jednak słabo przegrywając wszystkie 3 grupowe mecze, a w każdym z nich zagrał Stojković. W ostatnim z nich, przegranym 2:3 z Francją zdobył gola z rzutu karnego.
W 1990 roku Dragan zaliczył swoje pierwsze mistrzostwa świata w piłkarskiej karierze, a był to Mundial we Włoszech. U selekcjonera Ivicy Osima był liderem zespołu, najpierw zagrał w 3 meczach grupowych, następnie w 1/8 finału z Hiszpanią zdobył oba gole dla Jugosłowian, którzy wygrali 2:1, a następnie w ćwierćfinale nie wykorzystał rzutu karnego w serii rzutów karnych (trafił w poprzeczkę) i Jugosławia odpadła z turnieju.
W 1998 roku już po rozpadzie Jugosławii Stojković wystąpił na Mistrzostwach Świata we Francji. W drużynie Slobodana Santrača był podstawowym zawodnikiem i wystąpił we wszystkich 3 meczach grupowych, a w jednym z nich, z RFN (2:2), zdobył jednego z goli. Z Jugosławią odpadł w 1/8 finału po porażce 1:2 z Holandią (57 minut Dragana i żółta kartka).
W 2000 roku Stojković zaliczył swój ostatni międzynarodowy turniej w karierze, Euro 2000. Na boiskach Belgii i Holandii zagrał we wszystkich grupowych meczach, a także ćwierćfinałowym, przegranym aż 1:6 z Holandią. Swój ostatni mecz w kadrze „Pixy” rozegrał 4 lipca 2001, a Jugosławia przegrała 0:1 z Japonią. Ogółem przez 17 lat rozegrał w reprezentacji 84 mecze i strzelił 15 bramek.

## Stojković jako działacz

### Prezes Jugosłowiańskiej Federacji Piłkarskiej
W 2001 roku po zakończeniu kariery piłkarskiej Stojković objął urząd prezesa Jugosłowiańskiej Federacji Piłkarskiej zastępując na tym stanowisku Miljana Miljanicia. Jednak pomimo dużego poparcia ze strony kibiców, jego czteroletnie rządy nad jugosłowiańskim futbolem zostały zapamiętane głównie z powodu jednych z najgorszych wyników reprezentacji w historii, zwłaszcza po porażce 1:2 z Azerbejdżanem w eliminacjach do Euro 2004.
Stojković na stanowisku selekcjonera kadry zatrudnił dawnego kolegę z kadry, Dejana Savićevicia, który nie miał żadnego doświadczenia trenerskiego. Latem 2003 po wspomnianej porażce z Azerbejdżanem odszedł Savićević, a po nieudanych rozmowach z Borą Milutinoviciem Stojković zatrudnił Iliję Petkovicia.

### Prezes Crvenej zvezdy
W lipcu 2005 roku Stojković został prezydentem klubu FK Crvena zvezda, zastępując Dragana Džajicia, który rządził stołecznym klubem przez poprzednie 20 lat. Za jego kadencji w 2006 roku klub wywalczył dublet – mistrzostwo Serbii i Czarnogóry oraz krajowy puchar.
Trener Nagoya Grampus
Od 2008 roku prowadzi tę drużynę, w której barwach zdobył 57 goli.
W 2010 roku zdobył z klubem pierwsze w historii mistrzostwo Japonii

## Sukcesy
- Mistrzostwo Jugosławii: 1988, 1990 z Crveną Zvezdą
- Mistrzostwo Francji: 1991 z Olympique Marsylia
- Najlepszy Piłkarz Jugosławii: 1988, 1989
- Najlepszy Piłkarz J-League: 1995
- Udział w MŚ: 1990, 1998
- Udział w ME: 1984, 2000
- Brązowy medal IO: 1984